# Balvi distrikt
Balvi distrikt (lettiska: Balvu rajons) var till 2009 ett administrativt distrikt i Lettland, beläget i den östra delen av landet, ca 220 kilometer från huvudstaden Riga. Distriktet angränsar med distrikten Alūksne i norr, Madona och Gulbene i väster och Rēzekne i söder.
Den största staden är Balvi med 7 997 invånare och Cesvaine med 3 356 invånare.